# خدانشناس
خدانشناس (به انگلیسی: No Man of God) یک فیلم معمایی جنایی آمریکایی محصول سال ۲۰۲۱ به کارگردانی امبر سیلی و نویسندگی سی رابرت کارگیل با نام مستعار کیت لسر است. در این فیلم الیجا وود، لوک کربی، الکسا پالادینو و رابرت پاتریک به ایفای نقش پرداخته‌اند. این فیلم بر اساس رونوشت‌های واقعی زندگی انتخاب شده از مکالمات بین قاتل زنجیره‌ای تد باندی و مأمور ویژه اف‌بی‌آی بیل هاگمایر است که بین سال‌های ۱۹۸۴ و ۱۹۸۹ اتفاق افتاد و رابطهٔ پیچیده‌ای که بین آنها در آخرین سال‌های محکومیت اعدام باندی شکل گرفت.

## داستان
این فیلم به داستان رابطه پیچیده‌ای که میان بیل هاگمایر، تحلیلگر FBI و قاتل سریالی تد باندی که در آخرین سال‌های محکومیتش در اعدام شکل گرفت می‌پردازد.
- الیجا وود در نقش بیل هاگمایر
- لوک کربی در نقش تد باندی
- الکسا پالادینو در نقش کارولین لیبرمن
- رابرت پاتریک در نقش راجر دیپو
- دبلیو ارل براون در نقش واردن ویلکنسون
- کریستین کلمنسون در نقش دکتر جیمز دابسون
- تام ویرچ در نقش مأمور اشتراوس
- مک برانت در نقش نگهبان پالوگر